# De Onderneming (Witmarsum)
De Onderneming is een koren- en pelmolen in het Friese dorp Witmarsum, dat in de Nederlandse gemeente Súdwest-Fryslân ligt.

## Beschrijving
De Onderneming, een maalvaardige stellingmolen, werd in 1850 gebouwd, vermoedelijk door molenmaker Van der Meer uit Harlingen. De molen werd eind jaren zestig in vervallen toestand door de laatste eigenaar aan de gemeente Wonseradeel verkocht, die hem in 1970-1971 liet restaureren. Dit gebeurde ook in 1994. De naast de molen gelegen bouwvallige woning werd in 1973 gesloopt, maar is in 1982 herbouwd.

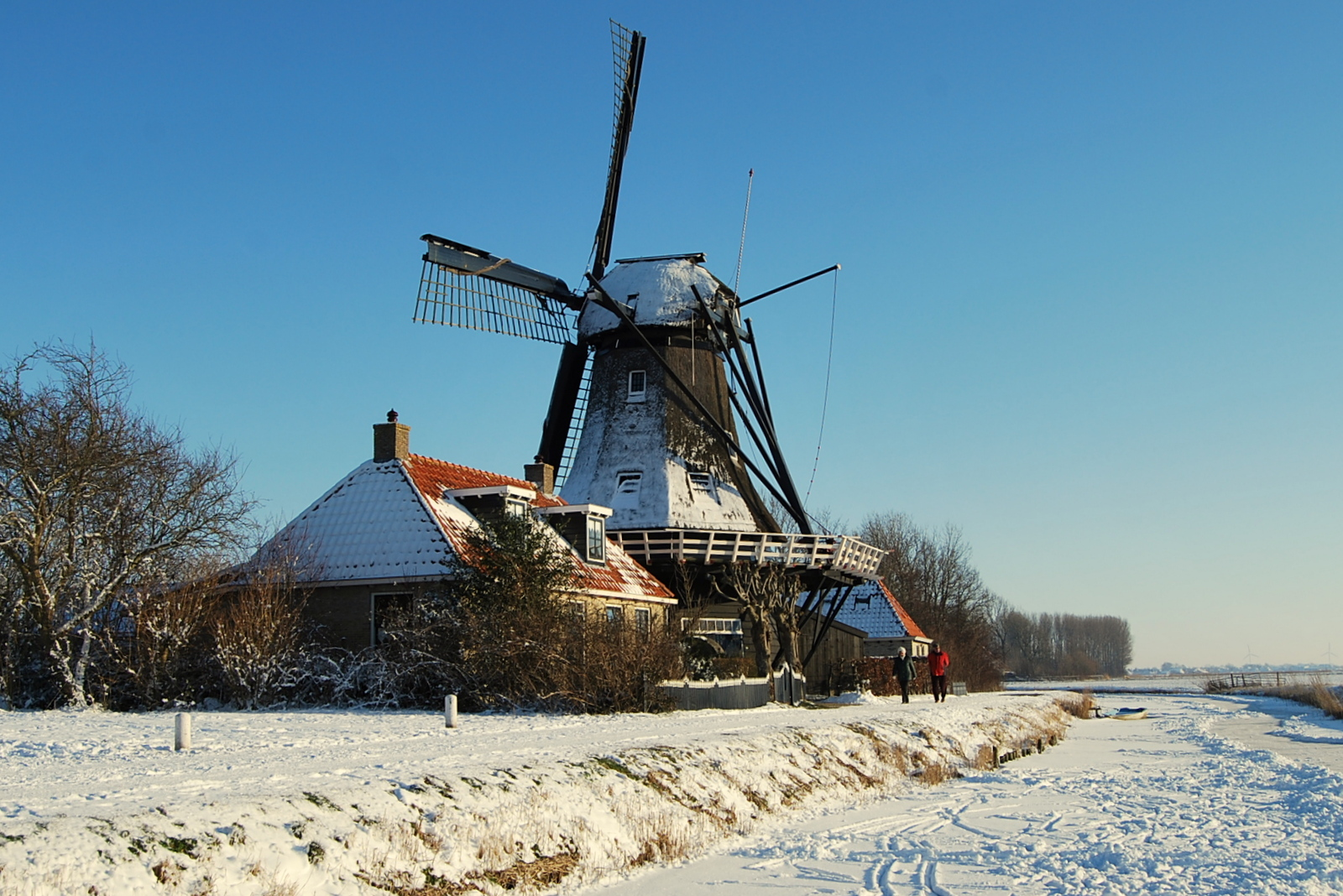